# خاندان بشو
خاندان بشّو (به ژاپنی: 別所氏 べっしょし) یکی از خاندان‌های منشعب شده از خاندان آکاماتسو در ژاپن بود. منطقه تحت نفوذ این خاندان ولایت هاریما و در دوره سنگوکو این خاندان صاحب قلعه میکی بود.

## دوره سنگوکو

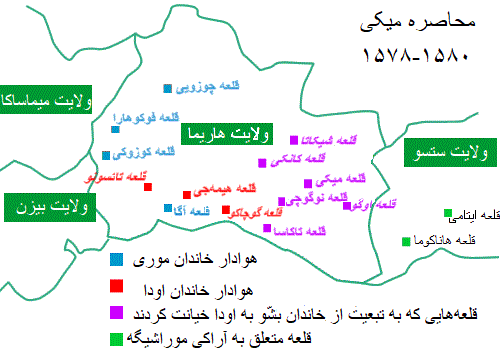
محاصره میکی

حمله هاشیبا هیده‌یوشی به خاندان موری بر اساس همکاری خاندان بشّو در هیگاشی هاریما (شرق هاریما)، خاندان کودرا در قلعه گوچاکو و خاندان کورودا در قلعه هیمه‌جی برنامه‌ریزی شده بود. خاندان بشّو یک ارباب فئودال قدرتمند در هیگاشی ولایت هاریما (شرق هاریما) بود که در مجموع بیش از ۴۰۰۰۰۰ ککو و تعداد زیادی از مردم ولایت‌های دیگر را به عنوان رعیت داشت. رئیس خاندان بشّو در این زمان بشّو ناگاهارو بود که پس از بیماری پدرش بشو یاسوهارو در سنین جوانی سرپرستی خانواده را بر عهده گرفت.
بنابراین، برادران کوچکتر پدرش، بشو یوشیچیکا و بشو شیگه‌مونه به بشّو ناگاهارو در اداره قلمرو کمک کردند، اما به نظر می‌رسد که ناگاهارو و عمویش بشو یوشیچیکا با هم در مخالفت با شیگه‌مونه که از همان مراحل اولیه با طرف اودا همراه شده بود، به خوبی کنار نمی‌آمدند. ناگاهارو در ابتدا نقش اصلی را در فتح هاریما به عنوان بخشی از طرفداران اودا ایفا کرد، اما در جریان نبرد قلعه کوزوکی، ناگهان شورش کرد و با موری‌ها متحد شد.
نظریه‌های مختلفی در مورد اینکه چرا ناگاهارو به اودا خیانت کرد وجود دارد، اما گفته می‌شود که خانواده همسر ناگاهارو از خاندان هاتانو، یک ارباب فئودال در ولایت تامبا بودند که با هاشیبا هیده‌یوشی، که به عنوان فرمانده اعزام شده بود، سازگاری نداشتند.
به دلیل خیانت خاندان بشّو، رهبر هیگاشی هاریما، استراتژی هیده‌یوشی برای فتح هاریما به نقطه اول بازگشت و مجبور به تغییر استراتژی شد. هیده‌یوشی قلعه کوزوکی را رها کرد و تمام تلاش خود را بر تصرف قلعه میکی که توسط خاندان بشّو اداره می‌شد متمرکز کرد. علاوه بر این، تعدادی از مردم محلی که با خاندان بشّو همدردی می‌کردند به طرف موری گرایش پیدا کردند و بشو شیگه‌مونه تنها کسی بود که در هیگاشی هاریما با هیده‌یوشی همراه شد.
اگرچه قدرت تک تک کوکوجین (مردم یا اهالی منطقه) ضعیف بود، اما فرار به صورت گروهی باعث آسیب روحی به ارتش هیده‌یوشی شد. شرایط به گونه ای بود که حتی هیده‌یوشی مجبور بود با این افراد برخورد کند و حتی هیده یوشی هم نمی‌توانست به این راحتی کارها را مدیریت کند.
برای تسخیر قلعه قوی میکی، هیده‌یوشی ابتدا قلعه‌های کوکوجین‌ها که متحدان خاندان بشّو بودند (خاندان کانکی، خاندان کوشیهاشی، خاندان آواکاوا، خاندان کاجیوارا، خاندان ناگای، خاندان کینوگاسا و غیره) را تسخیر کرد و قلعه میکی را منزوی کرد. ارتش هیده‌یوشی به شدت به قلعه کانکی، اقامتگاه کانکی یوریسادا حمله کردند و آن را تصرف کردند و سپس قلعه شیکاتا، محل اقامت کوشیهاشی ماساکوره (برادر کوشیهاشی ترو، همسر کورودا کانبی) را محاصره کردند و آن را نیز تصرف کردند.
علاوه بر این، آنها با موفقیت قلعه‌ها و قلعه‌های کوچک اطراف را یکی پس از دیگری ویران کردند و بیش از پیش قلعه میکی را منزوی کردند. درست زمانی که آنها برای حمله به قلعه میکی آماده می‌شدند، ارتش اودا خبر تکان دهنده‌ای دریافت کرد. آراکی موراشیگه، ارباب فئودال ولایت ستسو، به نوبوناگا خیانت کرد و در قلعه خود، قلعه آریئوکا، آماده مقابله با نوبوناگا شد.
ارتش هیده‌یوشی که در ولایت هاریما می‌جنگند، بین خاندان بیزن اوکیتا و خاندان آراکی در ولایت ستسو گرفتار شده و در گوشه ای گیر افتاد. در این زمان کورودا کانبی به تنهایی وارد قلعه آریئوکا/قلعه ایتامی شد و سعی کرد موراشیگه را متقاعد کند، اما در عوض دستگیر شده و در زندان زندانی می‌شود.
نوبوناگا برای حمله به موراشیگه نیروهای خود را به سمت قلعه آریئوکا/ایتامی پیش می‌برد و هیده‌یوشی نیز مجبور می‌شود تعدادی از سربازان خود را به قلعه آریئوکا/قلعه ایتامی بفرستد و حمله به قلعه میکی طولانی می‌شود. هیده‌یوشی قلعه‌هایی در اطراف قلعه میکی ساخت تا از آن به عنوان انبار منبع غذایی استفاده کند.
آذوقه مخفیانه از خاندان موری، هونگانجی، اوکیتا هیده‌ایه و آراکی به قلعه میکی آورده می‌شد، اما ذخایر رو به اتمام بود. هیده‌یوشی بیش از ۳۰ قلعه ساخت و تمام مسیرهای حمل و نقل تجهیزات نظامی را به‌طور کامل قطع کرد.
قلعه آریئوکا در اکتبر ۱۵۷۹ سقوط کرد و ارتش هیده‌یوشی که اکنون با نیروهای بیشتری همراه شده بود، محاصره خود را در برابر قلعه میکی تقویت کرد. هیچ غذایی در قلعه باقی نمانده بود و وضعیت جهنمی شد زیرا آنها هر چیزی خوراکی از جمله گاو، اسب، سگ، گربه، مار، قورباغه، حشرات، پوست درخت و جوانه می‌خوردند. این نبرد که بعدها «میکی نو هوشی گوروشی» (三木の干殺し みきのほしごろし) نام گرفت، در ژانویه ۱۵۸۰ با خودکشی خانواده بشّو به پایان رسید.